# 薩維齒鯊屬
薩維齒鯊屬為生存於石炭紀至二疊紀的櫛棘鯊目鯊魚，化石發現於愛爾蘭、蘇格蘭、英國、比利時、摩洛哥和美國。

## 分類學
薩維齒鯊屬於2006年命名，本屬下的唯一種紋齒薩錐齒鯊原先被分類在關係遙遠的裂齒鯊屬下。

## 描述
根據一枚約3（1.2英寸）的牙齒，推測薩維齒鯊可能是櫛棘鯊目中目前已知體型最大的物種，體長可達4—5（13—16英尺），甚至是6—7（20—23英尺）。另外，從牙齒的形狀推測牠們主要是以身體柔軟的獵物為食。

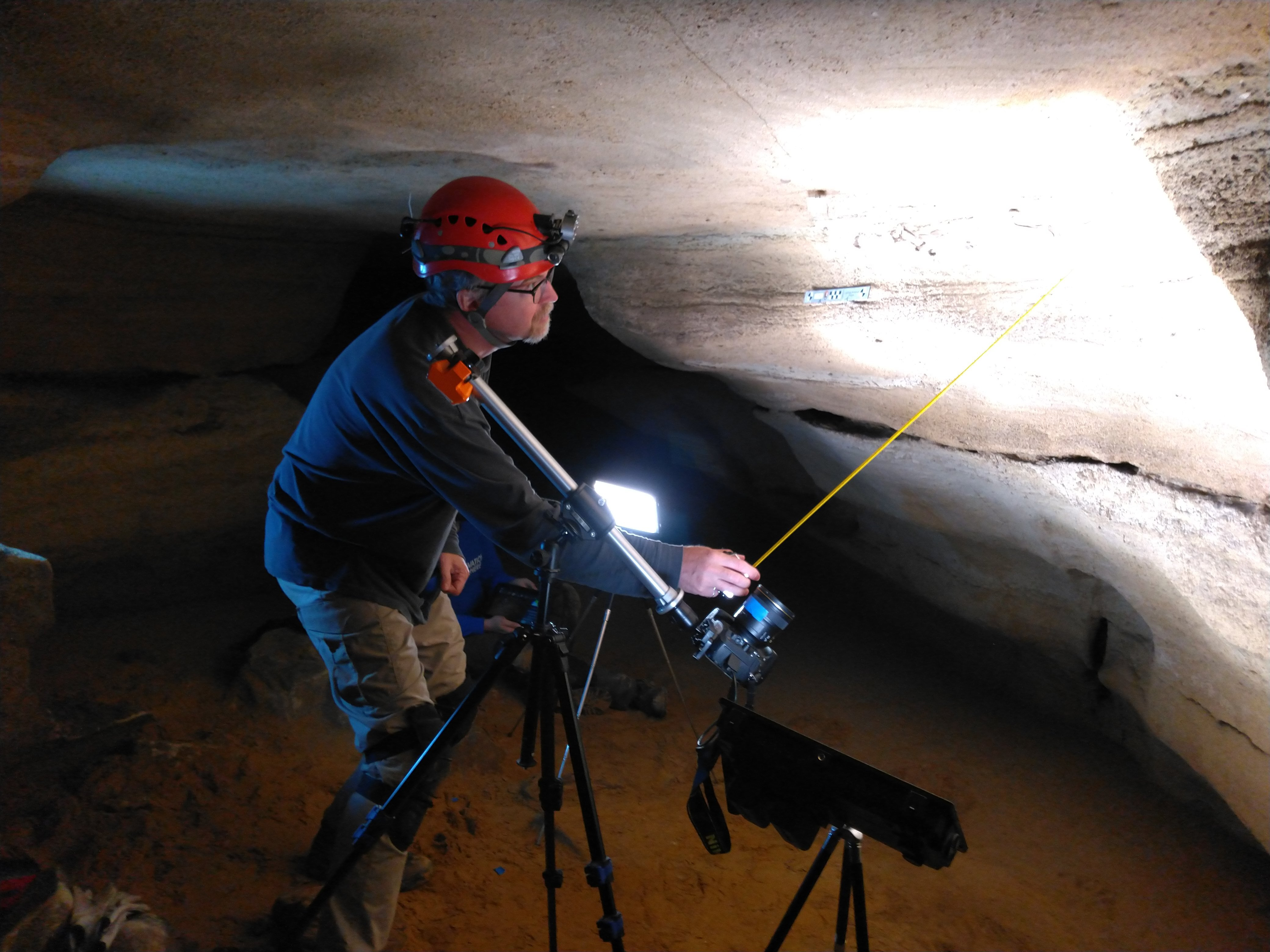
透過攝影測量法，科學家得以於猛獁洞國家公園發現紋齒薩錐齒鯊的部分下顎軟骨化石